# Шуберт, Кнут
Кнут Шуберт (нем. Knut Schubert; р. 9 сентября 1958 г.) — немецкий фигурист, выступавший в парном катании. Сначала катался с сестрой Катьей Шуберт (нем. Katja Schubert), затем с Биргит Лоренц на катке «SC Dynamo Berlin», у известного специалиста Хайдемари Штайнер-Вальтер.

## Карьера спортсмена
Лоренц и Шуберт становились двукратными золотыми медалистами чемпионатов ГДР по фигурному катанию и завоёвывали бронзовые медали на чемпионатах Европы, в острейшей борьбе обыгрывая советские пары.
Пара несколько отличалась от других пар из школы ГДР, стиль катания был более танцевальный, музыкальный, исполняла сложные поддержки, например поддержка аксель с тремя оборотами на одной руке. Обладала огромным пролетом до 6 метров на выбросе аксель в два с половиной оборота.

## Карьера тренера
В настоящее время работает тренером по фигурному катанию. Среди его учеников были такие спортивные пары как Пегги Шварц и Александер Кёниг, Доминика Пёнтковская и Дмитрий Хромин, Ребекка Хандке и Даниэль Венде и другие. В сегодняшнее время его ведущая пара австрийцы Циглер и Кифер.
В его штабе работает олимпийский чемпион 2018 года Бруно Массо.

## Достижения
(с Лоренц)
| Соревнование                     | 1979-80 | 1980-81 | 1981-82 | 1982-83 | 1983-84 | 1984-85 | 1985-86 |
| -------------------------------- | ------- | ------- | ------- | ------- | ------- | ------- | ------- |
| Зимние Олимпийские игры          |         |         |         |         | 5       |         |         |
| Чемпионаты мира                  |         | 9       | 7       | 8       | 6       |         |         |
| Чемпионаты Европы                |         | 4       | 5       | 3       | 3       | 4       |         |
| Чемпионаты ГДР                   |         | 1       | 2       | 2       | 2       | 1       | 2       |
| NHK Trophy                       |         |         | 2       |         |         | 2       |         |
| Приз газеты «Московские новости» | 4       |         |         |         |         |         |         |